# Hampus Finndell
Hampus Finndell (* 6. Juni 2000 in Västerås) ist ein schwedischer Fußballspieler und steht bei Djurgårdens IF unter Vertrag.

## Karriere

### Verein
Hampus Finndell begann in der Jugendabteilung des IF Bromma bevor er 2016 zu den Junioren des niederländischen FC Groningen wechselte. 2017 spielte er für FC Groningen II und wechselte im Januar 2018 zum schwedischen Erstligisten Djurgårdens IF. 2020 wurde Finndell an Dalkurd FF verliehen.
Seit Februar 2024 stand Finndell leihweise bei Eintracht Braunschweig unter Vertrag.
Im Sommer 2024 wechselte er zum norwegischen Erstligisten Viking Stavanger.
Im Januar 2025 kehrte er zum schwedischen Erstligisten Djurgårdens IF zurück.

### Nationalmannschaft
Finndell gab am 18. August 2015 sein Debüt bei der schwedischen U-15-Nationallmannschaft. Sein letztes Länderspiel absolvierte er am 29. März 2022 beim 0:2 gegen Irland für die U-21-Nationalmannschaft.

## Erfolge
Djurgårdens IF
- Schwedischer Meister: 2019

- Schwedischer Pokal-Sieger: 2017/18